# Froward
Froward (Cabo Froward, Punta Froward; 53°54′S 71°18′W/-53,900000 -71,300000) − przylądek, najdalej na południe wysunięty kraniec Ameryki Południowej na stałym lądzie (natomiast przylądek Horn jest najdalej na południe wysuniętym punktem całej Ameryki i znajduje się na wyspie Horn). Froward jest częścią półwyspu Brunswick, na terenie Chile.

## Galeria

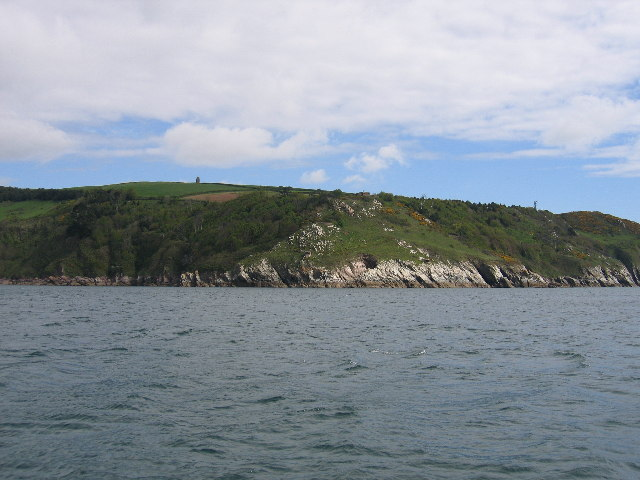
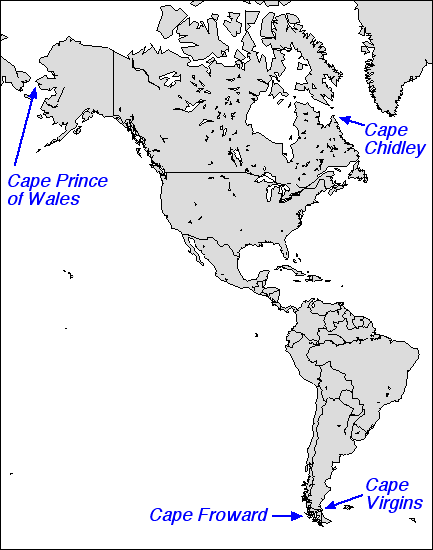
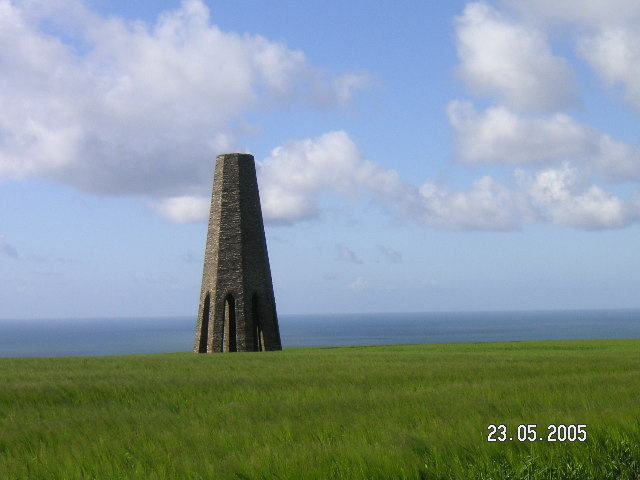